# Ишутинова, Людмила Валентиновна
Людмила Валентиновна Ишутинова (1 ноября 1950, п. Оричи Оричевского района, Кировская область — 20 июня 1994, Киров) — советская, российская поэтесса, журналист.

## Биография
Людмила Валентиновна Ишутинова родилась 1 ноября 1950 года в п. Оричи. В 12 лет ей поставлен диагноз: Миопатия (атрофия мышц) и приговор: болезнь неизлечима, умрёт в 18 лет. Справиться с болезнью помогли друзья и поэзия. Рано начала писать стихи. Прикованная тяжёлой болезнью к инвалидному креслу, окончила среднюю школу, затем — Кировский педагогический институт: факультет русского языка и литературы. Работала литературным сотрудником районной газеты «Искра», печаталась в «Кировской правде», «Комсомольском Племени», «Комсомольской Искре» (Владимир), в журнале «Рабоче-крестьянский корреспондент».
В 1972 году в «Кировской правде» поэт-фронтовик Овидий Любовиков напечатал подборку стихов Людмилы Ишутиновой с собственным предисловием: «Мне по душе её стойкий жизненный оптимизм, вера в людскую доброту, любовь к родному краю». 
В 1976 году семья переехала в Киров. Людмила Ишутинова работала в «Кировской Правде» и «Комсомольском Племени», сотрудничала с радиотелецентром; посещала драмтеатр — рецензировала спектакли и концерты. 
Л. В. Ишутинова избиралась председателем общества инвалидов Ленинского района города Кирова. За время её работы общество издало два сборника с произведениями инвалидов Кировской области. 
Стихи публиковались в центральных газетах и коллективных сборниках, в журналах «Молодая Гвардия», «Смена», «Советская женщина»; победитель поэтического конкурса газеты «Комсомольская правда». Картотека краеведческого отдела им. А. И. Герцена позволила выявить 24 периодических издания, в которых были напечатаны произведения Л. В. Ишутиновой.
Ушла из жизни 20 июня 1994 года. Похоронена на кладбище в Кирове.

### Сборники, альманахи
- Встречи: Произведения кировских писателей. — Сост. В. В. Заболотский. — [Л. Ишутинова: C.183-184: «Бывает в жизни минута…»; «За белой снежной пеленой…»; «Мои печали, мама…». (Стихи)] — Киров: Волго-Вятское кн. изд-во, Кировское отд., 1978. — 247 с.; 15 000 экз.

## Память
- В 1999 году Оричевской районной библиотеке присвоено имя Л. В. Ишутиновой (МКУК «Оричевская районная ЦБС» Оричевская центральная районная библиотека им. Л. Ишутиновой).
- В 2005 году к 55-летию со дня рождения издан сборник произведений Людмилы Ишутиновой «Возвращение». Сборник издан в пос. Оричи, отпечатан в ОГУ «Редакция газеты «Искра» в количестве 500 экз.